# 16046 Ґреґнорман
16046 Ґреґнорман (16046 Gregnorman) — астероїд головного поясу, відкритий 5 травня 1999 року.
Тіссеранів параметр щодо Юпітера — 3,190.